# Phare de Bujuru
L'ancien phare de Bujuru, au Brésil, fut construit en même temps que les phares d'Itapuã, Cristóvão Pereira et Ponta Alegre, ce dernier sur la Lagoa Mirim. Les travaux débutèrent en 1868 sur un îlot à 100 m de la pointe Bujuru (ou Bojuru). Il faisait 20 m de haut et est aujourd'hui en ruines. Il est situé sur le territoire de la municipalité de São José do Norte.

### Sources
- (en) Lighthouses of  Southern Brazil
- (pt) Hydrographie et Navigation - Marine brésilienne
- (pt) Centre Almirante Moraes Rego - Marine brésilienne
- (pt) Farol do Bujuru
- (pt) Documents de la bibliothèque de l'Assemblée législative du Rio Grande do do Sul, Porto Alegre.